# 松倉勝家
松倉勝家（日语：／ Matsukura Katsuie，1597年—1638年）是日本江戶時代初期的大名、肥前國島原藩藩主。官位從五位下、長門守。
松倉勝家是松倉重政的長子。其母親是片山與安的女兒，為重政的正室。松倉重政原為大和五條藩藩主，由於參與大阪夏之陣有功，1616年被改封到了有馬晴信的舊領地肥前日野江一帶，成為島原藩的藩主。1630年重政死後，勝家成為了新的藩主。
勝家在任期間，繼續建造島原城的城下町，積極籌備遠征呂宋島的計劃，並以收集參勤交代的費用為由，加重了對百姓的剝削，增加年貢、勞役的稅課，并动用酷刑惩罚无法缴清税收的农民，而其所收取的稅課大多納入私囊。這引起了當地百姓的強烈不滿。當時島原藩境內有不少天主教徒，像父亲重政一样，松倉勝家對其領內的天主教徒進行了殘酷迫害。而自1634年起，島原一帶連年發生天災，加重了民眾的負擔，最終在1637年爆發了著名的島原之亂。
江戶幕府於次年鎮壓島原之亂後，松倉勝家與唐津藩藩主寺澤堅高二人，因為實施惡政而被幕府問罪。勝家遭到改易的處分，被剝奪了領地，由美作國津山藩藩主森長繼負責看押。同年被押往江戶，在森家下屋敷處斬。他也成为了整个江户时代唯一一个被官方处斩的大名（一般来说如果大名犯事幕府至多要求切腹，被处刑而死对于武士而言极不光彩）。